# پاناسونیک
پاناسونیک هُلدینگز کورپوریشن (به ژاپنی: パナソニックホールディングス株式会社) با نام پیشین صنایع الکتریک ماتسوشیتا شرکت صنایع الکترونیکی چندملیتی ژاپنی است، که دفتر مرکزی آن در کادوما واقع در اوساکا قرار دارد. این کورپوریشن در زمینه طراحی، توسعهٔ فناوری و تولید انواع لوازم الکترونیکی مصرفی، باتری‌های قابل‌شارژ، سامانه‌های اویونیک، سامانه‌های خودرو و سامانه‌های صنعتی همچنین در زمینه توسعه هوش مصنوعی و ارائه خدمات اینترنت اشیا فعالیت می‌کند.
پاناسونیک در سال ۱۹۱۸ توسط کونوسوکه ماتسوشیتا تحت نام ماتسوشیتا تأسیس شد و در طول سال‌های متمادی فعالیت در صنایع الکترونیک و مخابرات، امروزه در ردیف شرکت‌های بزرگ ژاپنی مانند سونی، هیتاچی، شارپ و توشیبا قرار دارد، که به‌عنوان غول‌های صنعت الکترونیک جهان شناخته می‌شوند.
این کورپوریشن در سال ۲۰۱۸ به‌عنوان چهارمین تولیدکننده برتر تلویزیون در جهان شناخته شد. سهام پاناسونیک در بازارهای بورس توکیو، بورس اوساکا، بورس ناگویا و نیکی ۲۲۵ معامله می‌شود. اکنون برند پاناسونیک حدود ۲۶۰ هزار کارمند در سرتاسر جهان دارد.

## تاریخچه

### از ۱۹۱۸ تا ۱۹۶۰
ماتسوشیتا کونوسوکه بنیانگذار این شرکت، فعالیتش در صنعت الکترونیک را از بخش فروش شرکت هیتاچی آغاز کرد. وی در سال ۱۹۱۸ کارخانه تولید ابزار برقی ماتسوشیتا را برای تولید لوازم برقی جانبی تأسیس نمود.
در سال‌های نخست، شرکت به فروش لامپ، اتوی برقی و نگاهدارنده لامپ پرداخت و در سال ۱۹۲۷ نخستین تولید خود، که لامپ‌های دوچرخه بود را با برند ناسیونال (به فرانسوی: National) به بازار ژاپن عرضه کرد.
در طول جنگ جهانی دوم کارخانجات ماتسوشیتا که در سراسر آسیا گسترده شده بودند، به تولید قطعات الکتریکی، تجهیزات بی‌سیم، موتورهای الکتریکی، لامپ‌های رشته‌ای و نخستین نمونه از لامپ‌های خلاء، اشتغال داشتند.
پس از جنگ جهانی دوم، ماتسوشیتا اقدام به بازسازی و سازماندهی مجدد ساختار شرکت پاناسونیک نمود و محصولات جدیدی را به بازار ژاپن وارد کرد، که شامل رادیو، دوچرخه و لوازم خانگی می‌شد. ماتسوشیتا در راستای تولید لوازم مورد نیاز پس از جنگ، کمک‌های فراوانی به برادر همسرش؛ توشیو ایوئه، به‌منظور راه‌اندازی شرکت سانیو نمود، گرچه این شرکت بعدها به بزرگ‌ترین رقیب پاناسونیک تبدیل گشت، ولی سرانجام در سال ۲۰۰۸ توسط پاناسونیک خریداری شد.
پاناسونیک در طول دهه‌های ۱۹۵۰، ۱۹۶۰ و ۱۹۷۰ خط تولید محصولات و لوازم برقی خانگی، با برند ناسیونال را گسترش داد. این کارخانجات لوازم الکتریکی در شهرهای مختلف ژاپن و قسمت‌هایی از آسیا دایر گشت و تولیدات برند ناسیونال آن شامل انواع رادیو، تلویزیون‌های وی‌اچ‌اس و وی‌سی‌آر، پلوپز، جاروبرقی، یخچال، فریزر، دستگاه‌های صوتی تصویری، ضبط صوت و… بود. برند ناسیونال در تمامی نقاط جهان به‌جز بازار ایالات متحده عرضه می‌شد، که به لحاظ استفاده شرکت نشنال رادیو کمپانی، از برند ناسیونال، ماتسوشیتا اجازه استفاده از این برند را برای محصولات خود نداشت.

### از ۱۹۶۰ تا ۱۹۸۹
در سال ۱۹۶۱ ماتسوشیتا کونوسوکه، به ایالات متحده آمریکا سفر کرد و پس از دیدارهایی که با بزرگ‌ترین فروشندگان لوازم الکترونیکی این کشور داشت، اقدام به تولید تلویزیون با برند پاناسونیک، برای بازار آمریکا نمود.
شرکت ماتسوشیتا در سال ۱۹۶۵ اسپیکرهایی با برند تکنیکس (به انگلیسی: Technics) را وارد بازار کرد، خط تولید محصولات تکنیکس با کیفیت بسیار بالایی تولید می‌شدند و عملکرد آن بگونه‌ای بود، که پس از چند سال تبدیل به برندی بین‌المللی شد.
در اواسط دهه ۱۹۷۰ تلویزیون‌های پاناسونیک، به بازارهای آسیا و خاورمیانه وارد شد و پس از موفقیتی که شرکت ماتسوشیتا، در فروش تلویزیون‌های با برند پاناسونیک در بازارهای وسایل الکترونیکی آسیا و ایالات متحده آمریکا کسب کرده بود، در اواخر دهه ۱۹۷۰ میلادی، در پی افزایش تقاضای بازارهای اروپا به این محصول، در سال ۱۹۷۹ تلویزیون‌های پاناسونیک به بازارهای اروپا نیز عرضه شد.
شروع دههٔ ۱۹۸۰ با گسترش تجهیزات الکترونیکی مدرن به زندگی مردم همراه بود. پاناسونیک نیز از ورود به این بازارهای جدید هیجان‌زده بود و محصولات متنوعی از دستگاه ضبط و پخش نوارهای ویدیویی تا رادیوهای پیشرفتهٔ شخصی را در این سال‌ها تولید کرد. آن‌ها در سال ۱۹۸۲ نخستین دستگاه پخش سی‌دی خود را با نام SL-P10 در نمایشگاه‌های برلین و توکیو به نمایش گذاشتند و تحسین همگان را برانگیختند. این محصول با قابلیت‌های ویژه توانست دوران جدیدی از صنعت ضبط و پخش محتوای چندرسانه‌ای را شروع کند.
محصول انقلابی بعدی، دوربین فیلمبرداری VHs بود که باز هم با برند ناسیونال و با نام NV-M1 در سال ۱۹۸۵ تولید شد. این دستگاه نسبت به محصولات رقبا پیشرفته‌تر و سبک‌تر بود و به‌راحتی فیلم و صدا را در نوارهای VHS ضبط می‌کرد.
در ۱۹۸۳ ماتسوشیتا شرکت تابعه پاناسونیک سنیور پارتنر را راه‌اندازی کرد، که نخستین محصول آن، نخستین رایانه ژاپنی سازگار با آی‌بی‌ام بود.

### از ۱۹۸۹ تا ۲۰۰۰
در تاریخ ۲۷ آوریل ۱۹۸۹، ماتسوشیتا کونوسوکه بنیان‌گذار شرکت ماتسوشیتا الکتریک، در سن ۹۴ سالگی درگذشت. در ماه نوامبر ۱۹۹۰ شرکت ماتسوشیتا اقدام به خریداری شرکت رسانه‌ای آمریکایی ام‌سی‌ای (مالک یونیورسال استودیوز) به ارزش ۶٫۵۹ میلیارد دلار نمود، که کمتر از ۵ سال بعد، در آوریل ۱۹۹۵ میلادی، پاناسونیک ۸۰٪ درصد از سهام شرکت ام‌سی‌ای را به ارزش ۷ میلیارد دلار، به شرکت سیگرم کمپانی واگذار کرد. دستگاه پخش دی‌وی دی، تلفن‌های همراه پیشرفته و تلویزیون‌های پلاسما، از دیگر محصولات مدرنی بودند که تا پیش از پایان قرن بیستم توسط پاناسونیک به بازار عرضه شدند.

### از ۲۰۰۰ تا کنون
در ژانویه ۲۰۰۶ پاناسونیک خط تولید تلویزیون‌های آنالوگ که ۳۰٪ درصد از فروش کلی تلویزیون‌های این شرکت را به خود اختصاص می‌داد، متوقف نمود و کمتر از یک ماه پس از آن، تمرکز خود را بر تولید تلویزیون‌های دیجیتال معطوف نمود.
در ماه نوامبر ۲۰۰۸ مدیران وقت پاناسونیک، شروع به رایزنی با یکی از بزرگ‌ترین رقبای خود؛ سانیو، به منظور ادغام دو شرکت در یکدیگر کردند، که این مراودات در نهایت به خریداری ۵۰٫۲٪ درصد از سهام شرکت سانیو، به ارزش ۴٫۵ میلیارد دلار، توسط پاناسونیک انجامید. در دسامبر ۲۰۰۹ دو شرکت با هم ادغام شدند و هم‌اکنون سانیو شرکت تابعه پاناسونیک به‌شمار می‌آید.
در ۲۹ ژوئیه ۲۰۱۰ شرکت پاناسونیک باقی‌مانده سهام سانیو و همچنین شرکت پاناسونیک الکترونیک ورکس را با قیمت ۹٫۴ میلیارد دلار خریداری کرد.
در اواخر سال ۲۰۱۰ در پی خروج شرکت پایونیر از بازار نمایشگرهای پلاسما و توقف خط تولید تلویزیون‌های پلاسمای پایونیر، پاناسونیک تمامی دارایی‌های بخش تلویزیون این شرکت را خریداری و ادغام نمود.
در آوریل ۲۰۱۰ مدیریت پاناسونیک کاهش نیروی کار شرکت، تا مرز ۴۰٫۰۰۰ نفر را، تا پایان سال مالی ۲۰۱۲ با هدف ساده‌سازی ساختار و عدم تداخل بخش‌های مختلف این شرکت، اعلام نمود. این شمار در حدود ۱۰٪ درصد از مجموع کارکنان پاناسونیک را در بر می‌گرفت.
در ژوئن ۲۰۱۳ پاناسونیک بر سر خرید ۱۳ درصد از سهام شرکت تولید کنندهٔ لوازم خانگی گورنج به مبلغ ۱۰ میلیون یورو توافق کرد.
در ژوئن ۲۰۱۴، اعلام شد که پاناسونیک با تسلا موتورز برای مشارکت در راه اندازی مجموعهٔ عظیم تولید باتری گیگافکتوری ۱ به توافق اولیه رسیدند. در اوت ۲۰۱۴، تسلا اعلام کرد که این کارخانه تا سال ۲۰۲۰ در جنوب غربی یا غرب ایالات متحده راه اندازی خواهد شد. این کارخانهٔ ۵ میلیارد دلاری، ۶۵۰۰ نفر را استخدام خواهد کرد و با این طرح، هزینه‌های تولید باتری برای شرکت تسلا تا ۳۰ درصد کاهش پیدا خواهد کرد. این شرکت همچنین اعلام کرد که به دنبال مراکز بالقوه در نوادا، آریزونا، تگزاس، نیومکزیکو و کالیفرنیا است.
در آوریل ۲۰۱۵، پاناسونیک از محصولات جدیدش رونمایی و شرکتی را تحت نام تجاری خود در آفریقای جنوبی راه اندازی کرد. شرکت هدفش استفاده از آفریقای جنوبی به عنوان سکوی پرشی به قاره آفریقا می‌باشد.
در می ۲۰۱۵، پاناسونیک سرویس خورشیدی مجازی خود را برای مصرف‌کنندگان انگلیسی خود راه اندازی کرد. این سرویس به کاربران این اجازه را می‌دهد تا یک شبیه‌سازی را برای تخمین مقدار انرژی تولیدی در صورت نصب این سامانه در خانه‌هایشان انجام دهند.
در فوریه ۲۰۱۶، پاناسونیک و شهر دنور یک توافق رسمی را در راستای تبدیل شهر دنور به هوشمندترین شهر در آمریکا انجام دادند. جوزف ام. تیلور، رئیس و مدیر عامل شرکت پاناسونیک آمریکا طرح‌های مشارکت در چهار زمینهٔ کلیدی را منتشر کرد که شامل مسکن هوشمند و دفاتر کوچک، انرژی و خدمات رفاهی، خدمات ترابری و خدمات شهری و ساختمان‌های هوشمند است.

## محصولات

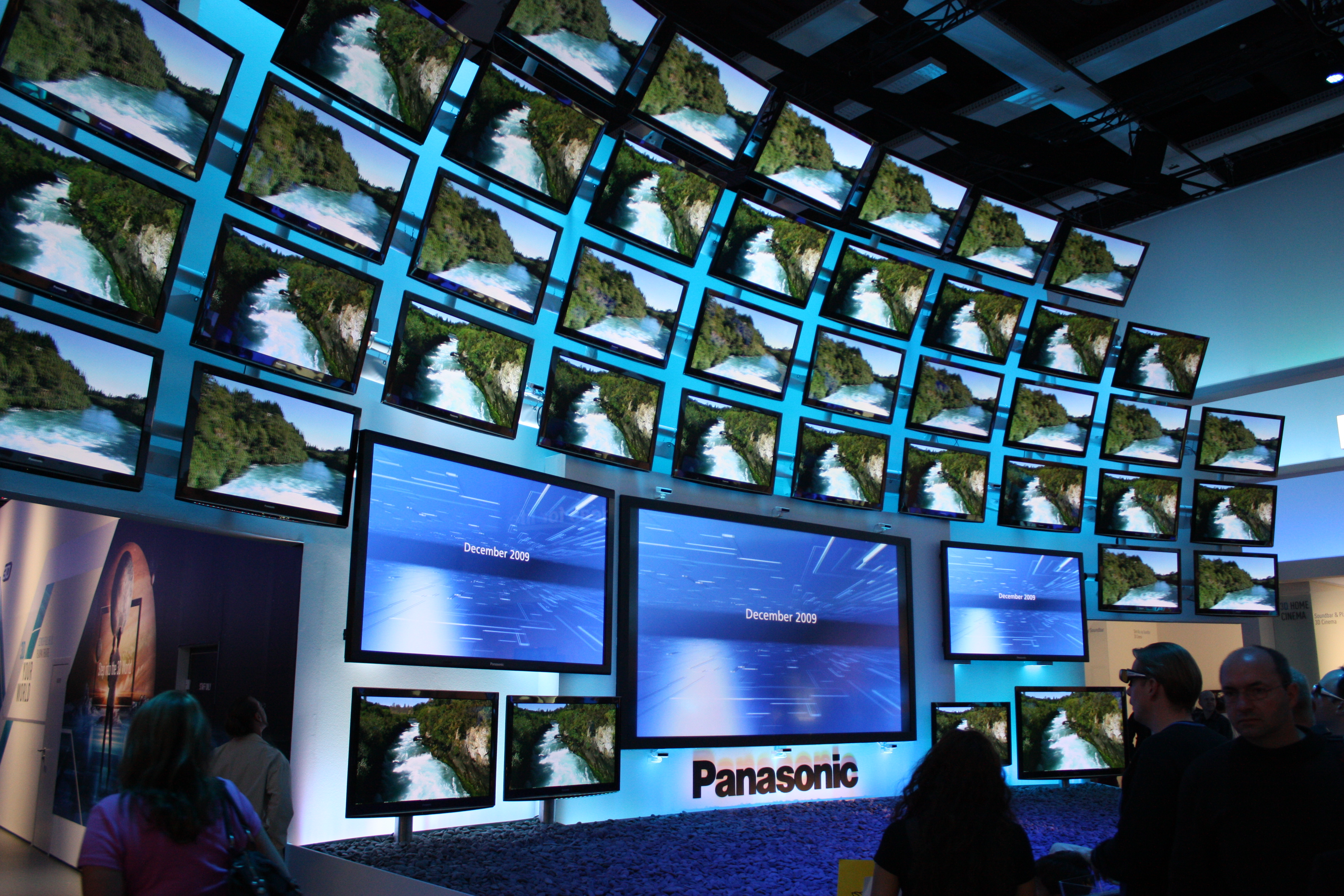
محصولات تلویزیون پاناسونیک در نمایشگاه ایفا سال ۲۰۱۰

شرکت پاناسونیک طیف وسیعی از محصولات و تجهیزات الکترونیکی، الکتریکی و صنعتی را تولید و عرضه می‌کند. این محصولات عبارتند از: تلویزیون (ال‌سی‌دی، ال‌ای‌دی)، دستگاه‌های پخش دی وی دی، سامانه‌های سینمای خانگی، دستگاه‌های ضبط و پخش تصاویر دیجیتال، دوربین‌های فیلمبرداری ویدئویی، دوربین‌های عکاسی دیجیتال، لوازم صوتی خانگی و سامانه‌های صوتی حرفه‌ای، سامانه‌های پخش خودرو، وسایل برقی خانگی؛ جاروبرقی، یخچال و فریزر، مایکروویو، پلوپز، ماشین ظرفشویی، ماشین لباسشویی، سشوار، غذاسازهای خانگی، سامانه‌های اتوماسیون اداری، سامانه‌های مخابراتی، مهندسی سامانه، سامانه‌های دوربین مدار بسته، سامانه‌های امنیتی، تجهیزات مانیتورینگ، نمایشگرهای پلاسما، نمایشگرهای دید بالا، پروژکتورها، کولرهای گازی و تجهیزات تهویه هوا، سامانه‌های پردازش اسناد، دستگاه‌های فتوکپی و فاکس، دستگاه‌های تلفن ثابت، سامانه‌های سنترال مرکزی تلفن و پی‌ای‌ایکس، رایانه‌های قابل حمل صنعتی، لپ‌تاپ و بخش‌های مهندسی سازه است.

## برندهای پاناسونیک

### ناسیونال
برند ناسیونال، از برندهای سابق شرکت ماتسوشیتا و پاناسونیک کنونی می‌باشد، که این شرکت در فاصله سال‌های ۱۹۲۵ تا ۲۰۰۸ برای طیف وسیعی از لوازم خانگی الکترونیکی و محصولات الکتریکی، الکترونیکی و صنعتی استفاده می‌نمود.
تولیدات پاناسونیک با برند ناسیونال، شامل: یخچال‌های خانگی، مایکروفر، ماشین لباس‌شویی، جاروبرقی، لوازم آشپزخانه، اتو، کولرهای گازی، تهویه مطبوع، تجهیزات تهویه هوا و دوچرخه بود. این برند تا ماه سپتامبر ۲۰۰۸ استفاده می‌شد. در پی تغییر نام این شرکت در ۱ اکتبر ۲۰۰۸ و تجدید ساختار آن، برند ناسیونال نیز بازنشسته شد و تمامی تولیدات این برند، به پاناسونیک تغییر پیدا کرد.

### تکنیکس
شرکت ماتسوشیتا در سال ۱۹۶۵ اسپیکرهایی با برند تکنیکس (به انگلیسی: Technics) را وارد بازار کرد، خط تولید محصولات تکنیکس با کیفیت بسیار بالایی تولید می‌شدند و عملکرد آن بگونه‌ای بود، که پس از چند سال تبدیل به برندی بین‌المللی شد. قطعات و تجهیزات لوازم صوتی تولید شده با برند تکنیکس، محصولاتی چون ضبط صوت، رادیوهای موج کوتاه، گیرنده‌های صوتی و سی‌دی پلیرها را در بر می‌گرفت و این تولیدات به بیش از ۵۰ کشور جهان عرضه می‌شد.
از سال ۲۰۰۲، برخی از محصولات این شرکت با نام پاناسونیک روانه بازار شدند. در سپتامبر ۲۰۱۴ پاناسونیک اعلام کرد برند تکنیکس را دوباره احیا می‌کند.

### سانیو
سانیو، شرکت الکترونیکی ژاپنی است که مقر اصلی آن در شهر موریگوچی، اوساکا قرار دارد. این شرکت هم‌اکنون از زیرمجموعه‌های پاناسونیک به‌شمار می‌آید.
ماتسوشیتا کونوسوکه در راستای تولید لوازم مورد نیاز پس از جنگ جهانی دوم، کمک‌های فراوانی به برادر همسرش؛ توشیو ایوئه، به‌منظور راه‌اندازی شرکت سانیو نمود، ولی این شرکت بعدها به بزرگ‌ترین رقیب ماتسوشیتا تبدیل شد.
در ۲۱ دسامبر ۲۰۰۹ شرکت پاناسونیک با خرید ۵۰٫۲٪ از سهام سانیو به ارزش ۴٫۵ میلیون دلار، مدیریت اکثریت سهام این شرکت را در دست گرفت. در ژوئیه ۲۰۱۰ پاناسونیک با خرید سهم باقی‌مانده این شرکت، سانیو را به تملک خود درآورد.

## تحقیق و توسعه

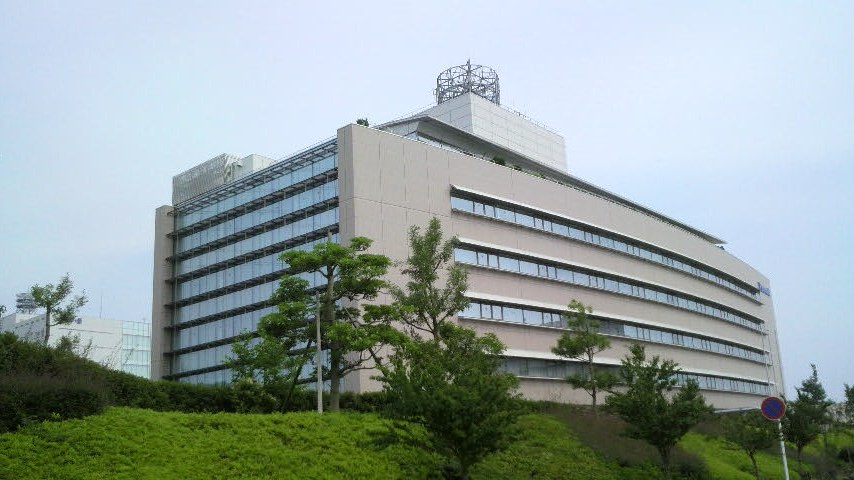
مرکز تحقیق و توسعه شرکت پاناسونیک، در یاکوساکا

شرکت پاناسونیک در سال ۲۰۱۲ میلادی در مجموع معادل ۵۲۰٫۲۱۶ میلیون ین، در بخش تحقیق و توسعه خود، هزینه نموده‌است. این رقم در حدود ۶٫۶٪ درصد از کل درآمد سالیانه این شرکت را شامل می‌شود. تا تاریخ ۳۱ مارس ۲۰۱۲ شرکت پاناسونیک ۱۴۰۱۴۶ اختراع را در اداره ثبت اختراع و نشان تجاری ایالات متحده آمریکا، بنام خود ثبت کرده‌است، که بیشتر آن‌ها در این مرکز و توسط کارمندان فعال در آن به ثبت رسیده‌است.

### تولید در کشورها
تیسوگا تغییر و تحولات فراوانی را در پاناسونیک ایجاد کرد. از جمله فعالیت‌های او می‌توان به تأسیس خط تولید محصولات پاناسونیک در دیگر کشورهایی مثل ویتنام، چین و مالزی اشاره کرد. این کار به این دلیل انجام شد که بازار جهانی تقاضای بالایی نسبت به محصولات پاناسونیک داشت. البته تمامی محصولات پاناسونیک که در دیگر کشورها تولید می‌شوند زیرنظر کارشناسان پاناسونیک، کنترل کیفیت می‌شوند. نخستین شرکت خارجی پاناسونیک در کشور مالزی و در شهری به نام سنای تأسیس و مورد بهره‌برداری قرار گرفت.

## آمار و ارقام
شرکت پاناسونیک هم‌اکنون در زمینه تولید محصولات الکتریکی و الکترونیکی برای کاربردهای خانگی، تجاری و صنعتی فعالیت می‌کند. این شرکت با درآمدی معادل ۷٫۸۴۶ تریلیون ین در سال مالی منتهی به مارس ۲۰۱۲ را داشته‌است، که ۵۳٪ درصد از بازار ژاپن، ۲۵٪ درصد از آسیا، ۱۲٪ درصد از قاره آمریکا و ۱۰٪ درصد را نیز از بازار اروپا کسب کرده‌است.
گروه پاناسونیک شبکه‌ای جهانی متشکل از ۵۸۰ شرکت و ۳۳۰٫۰۰۰ نفر کارمند است که افزون بر ۱۵٬۰۰۰ محصول را با برندهای ناسیونال، پاناسونیک و تکنیکس تولید و عرضه می‌نماید. در آخرین گزارش منتشرشده، درآمد این شرکت در سال ۲۰۱۷ حدود ۷۰ میلیارد دلار اعلام شده‌است.

## حمایت‌های مالی

### ورزشی

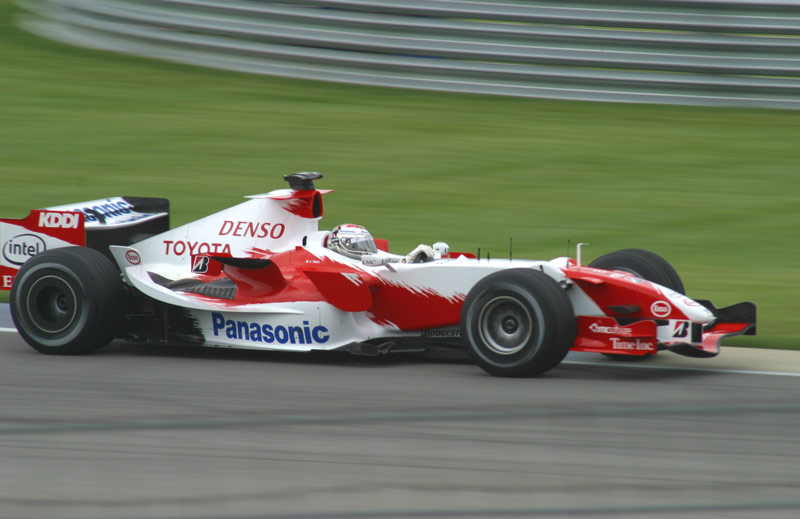
یارنو ترولی، راننده تیم تویوتا اف۱، در مسابقات گرند پریکس آمریکا ۲۰۰۶، اسپانسر: پاناسونیک

شرکت پاناسونیک در ورزش‌های مختلف و باشگاه‌های ورزشی گوناگون، به‌عنوان اسپانسر فعالیت و سرمایه‌گذاری می‌کند. شرکت پاناسونیک به عنوان حامی رسمی بازی‌های المپیک تابستانی ۲۰۱۶ بوده‌است. این شرکت اسپانسر اصلی مارکو رویس می‌باشد، که در باشگاه فوتبال بروسیا دورتموند در بوندس‌لیگا و همچنین تیم ملی فوتبال آلمان بازی و فعالیت می‌کند.
این شرکت مالک باشگاه فوتبال گامبا اوساکا بوده، که یکی از تیم‌های فعال در جی‌لیگ ژاپن به‌شمار می‌آید. پاناسونیک سرمایه‌گذار رسمی و اسپانسر اصلی لیگ برتر فوتبال آمریکا می‌باشد.
این شرکت مالک باشگاه والیبال پاناسونیک پنترز یکی از تیم‌های فعال در وی لیگ ژاپن و از سهامداران و حامیان تیم بسکتبال بوستون سلتیکس آمریکا در ان‌بی‌ای به‌شمار می‌آید.
از دیگر رشته‌های ورزشی که این شرکت در آن به سرمایه‌گذاری مشغول است، می‌توان به اتومبیل‌رانی اشاره کرد. پاناسونیک اسپانسر اصلی تیم فرمول یک تویوتا محسوب می‌شود. هیرو ماتسوشیتا، نوه بنیانگذار پاناسونیک، که خود در گذشته از رانندگان مسابقات اتومبیل‌رانی بشمار می‌آمد، هم‌اکنون مدیریت بخش حمایت‌های مالی شرکت پاناسونیک را برعهده دارد.

### سازگاری با محیط زیست
شرکت پاناسونیک یکی از برترین شرکت‌ها در زمینهٔ تولید محصولات سازگار با محیط زیست است و در رده‌بندی صلح سبز رتبهٔ یازدهم را دارد. مواد مورد استفاده در محصولات تولیدی پاناسونیک قابلیت بازیافت مناسبی داشته و این شرکت در تولید محصولات عاری از پلی وینیل کلرید (PVC) پیشگام است. این شرکت همچنین در زمینهٔ بهره‌وری انرژی در بالاترین رده‌ها قرار دارد. تلویزیون‌های جدید تولیدی این شرکت، دارای بهره‌وری ۱۰۰ درصدی بوده و دارای جدیدترین استانداردهای ستاره انرژی هستند.